# Vinaře
Vinaře (en allemand : Winarsch) est une commune du district de Kutná Hora, dans la région de Bohême-Centrale, en République tchèque. Sa population s'élevait à 263 habitants en 2020.

## Géographie
Vinaře se trouve à 8 km à l'est de Čáslav, à 20 km à l'est-sud-est de Kutná Hora et à 79 km à l'est-sud-est de Prague.
La commune est limitée par Starkoč et Bílé Podolí au nord, par Lipovec et Bousov à l'est, par Ronov nad Doubravou et Žleby au sud, et par Vrdy à l'ouest.

## Histoire
La première mention écrite de la localité date de 1192.

## Administration
La commune se compose de trois quartiers :
- Vinaře
- Vinice